# Нижньонімецький діалект Нідерландів
Нижньосаксонські діалекти  Нідерландів  (нижньонімецькі діалекти Нідерландів; самоназва: Nederlaands Leegsaksisch, Nederduuts, Nedersaksisch; нід. Nederlands Nedersaksisch, англ. Dutch Low Saxon) є безпосереднім продовженням  нижньонімецьких діалектів, поширених в Північній  Німеччині.
Вони поширені в основному в північно-східній частині країни, тоді як на решті території Нідерландів представлені нижньофранкські діалекти, велика частина яких включається в поняття нідерландська мова.
Хоча з діахронічної точки зору нижньосаксонські діалекти Нідерландів є просто продовженням середньонижньонімецької мови, з синхронної  етно-функціональної перспективи до останнього часу вони були радше діалектами нідерландської мови.
Останнім часом вони отримали статус регіональних мов відповідно до  Європейської хартії регіональних мов або мов меншин. Загальне число носіїв нижньосаксонських діалектів у Нідерландах оцінюється в 1 млн. 798 тис. людей.

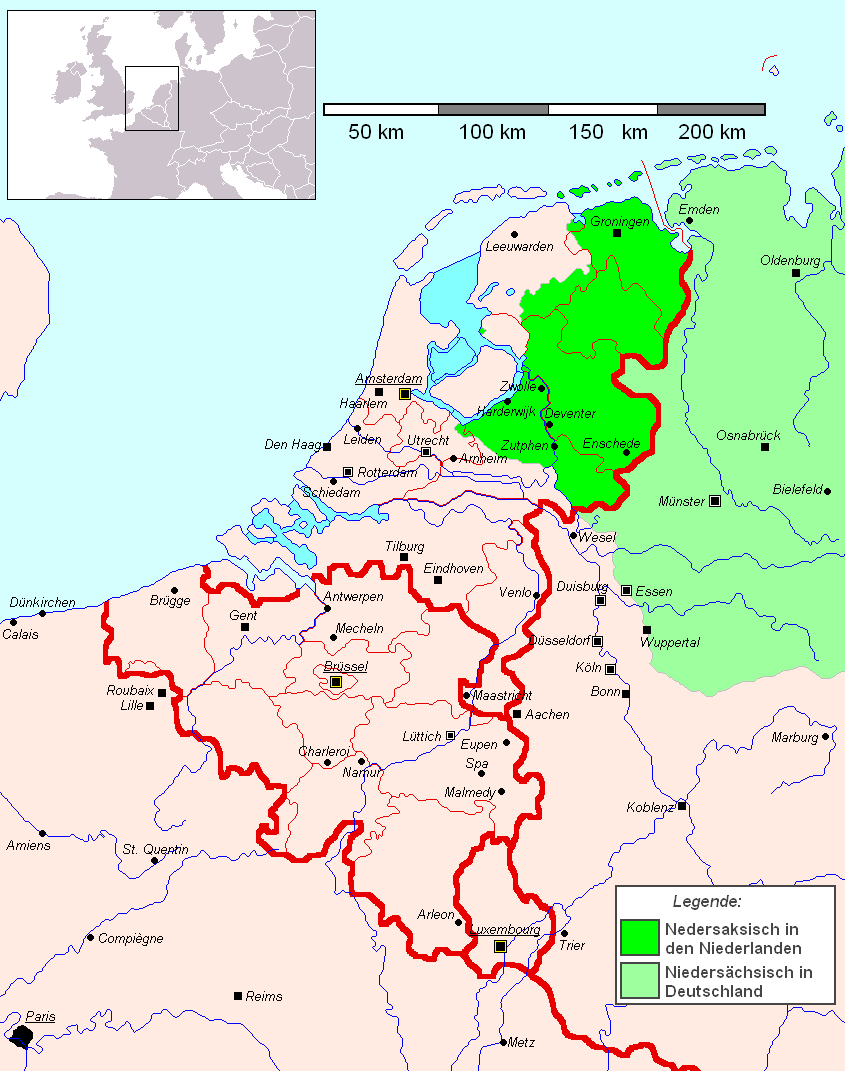
Область поширення нижньосаксонських діалектів в Нідерландах і прилеглих районах Німеччини

## Класифікація
На території Нідерландів нижньосаксонські діалекти не утворюють окремого діалектного угруповання, але відносяться до кількох говірок, що продовжуються на території Німеччини. Більшість діалектів близькі до Вестфальської говірки, особливо на південному-сході території.
Північні діалекти сильно відрізняються від інших і набагато ближчі до східнофризькому діалекту (не плутати з східнофризькою мовою) на території Німеччини, у Східній Фризії.
 Західнонижньосаксонський діалект  (гронінгенський-східнофризький)
- вестерквартьєрський діалект
  - коллюмерпомпська (помпська) говірка
  - коллюмерландський
  - міддагландський
  - середньо-вестерквартьєрський
  - південно-вестерквартьєрський
- гронінгенський-північнодрентський діалект
  - хогеландська говірка
  - Гронінгенський міський
  - олдамбтський
  - венколоніальський
  - вестерволдський
  - північнодрентський;

«Східнонідерландський» діалект
- «дрентська група діалектів»
  - стеллінгверфський діалект
  - середньодрентський діалект
  - південнодрентський діалект
- велювський діалект
  - східновелювські говірки
  - західновелювські говірки
- оверейссельський діалект
  - салландські говірки
  - уркська говірка;

Вестфальський діалект
- твентсько-ахтерхукський діалект
  - ахтерхукські говірки
  - (східно-) твентські говірки
  - твентсько-графсхапські говірки
    - врізенвенська говірка (вьєнс) — змішаний діалект фризьких переселенців села Врізенвен

Оверейссельський діалект і ахтерхукські говірки об'єднують часто в гелдерсько-оверейссельський діалект. Уркський і західновелювські говірки зазнали сильного впливу  голландського діалекту і в наш час[коли?] є фактично  змішаними формами мови.